# Tomàs Serra Joan
Tomàs Serra Joan   (Alcúdia, 1650 - sa Pobla, 1701) fou un prevere i doctor en teologia mallorquí que va ser rector de la parròquia de la Pobla, on està enterrat, de 1687 fins a la seva mort.
Fou l'impulsor de l'ampliació de l'hostatgeria i l'església de la Victòria d'Alcúdia (1678) i de l'edificació de la nova església parroquial de la Pobla (1697).
Té un carrer dedicat a la Pobla.